# Helmar Weseslindtner
Helmar Weseslindtner (* 20. Mai 1940 in Ried im Innkreis, Oberösterreich; † 9. April 2008 in Wien) war ein österreichischer Maschinenbau-Ingenieur und Professor an der TU Wien. Als Fachmann für rechnergeführte Fertigung und Werkzeugbau war er Innovator und wissenschaftlicher Berater bei Kooperationen mit zahlreichen Industriefirmen.
Nach der Matura an der HTL Wien/Schellinggasse studierte Weseslindtner 1960–1965 Maschinenbau und Betriebstechnik an der TH Wien, promovierte 1969 mit Auszeichnung und habilitierte sich 1974 für Mechanische Technologie mit besonderer Berücksichtigung der Werkzeugmaschinen. Ab 1978 entwickelte er in den USA bei der American GFM Corporation in Virginia computergesteuerte Maschinen und Prozesse und wechselte später zu Scharmann & Co in Mönchengladbach, wo er Systeme zur rechnergeführten, verketteten Fertigung entwickelte. 1982 kehrte er an die (nunmehrige) TU Wien zurück und wurde 1986 zum Ordinarius für Rechnergeführte Fertigung berufen.
Hier entstanden weitere Entwicklungen in Zusammenarbeit mit namhaften Herstellern der österreichischen und deutschen Werkzeugmaschinenindustrie wie Scharmann, Deckel, Hüller Hille, Maho und Heid. Um das Verhalten komplexer Fertigungssysteme auch bei Störungen vorherzusagen, setzte Weseslindtner auf die computergestützte Simulation. Eines der internationalen Forschungsprojekte fand im Rahmen des EU-Projekts „Forecast“ statt, dessen Ziel Mechanismen und Normen für Industriebetriebe der Fertigungs- und Verfahrenstechnik war.
Weseslindtner gründete um 1985 ein Versuchslabor für Industrieroboter und beteiligte sich am Mikroelektronik-Förderungsprogramm der Regierung (mit Kapsch, Schrack, Siemens und Philips), sowie am internationalen „Joint Coordinating Forum for the International Advanced Robotics Programme“. Schwerpunkt der Folgejahre war die Integration der Fertigung mit den vorgelagerten Bereichen CAD, CAP und PPS. Mit den Computerhersteller IBM, Nixdorf und DEC wurde das erste CIM-Labor aufgebaut und 1991 das „Interuniversitäre Zentrum für Computer Integrated Manufacturing“ (IUCCIM) als Zusammenschluss mehrerer Institute der TU und der Wirtschaftsuniversität Wien gegründet. Weseslindtner leitete IUCCIM bis 1997 und konnte durch seine Industriekontakte viele Investitionen in die beteiligten Institute lenken. Der gegenseitige Wissenstransfer Universität-Industrie mündete in mehrere Hochschullehrgänge für Führungskräfte, internationale Forschungsprojekte und in einen „EUREKA Lillehammer Award“ für innovative Produktentwicklung.
Ende der 1990er-Jahre rückte technologische Auftragsforschung in den Vordergrund, etwa zu Werkzeugoptimierung, Beurteilung von Kühlschmierstoffen und Verfahrenstechnik, Schneidwerkzeugen und im medizinischen Knochenbohren.
Weseslindtner verfasste zahlreiche Veröffentlichungen im Bereich Fertigungstechnik und CAM und fungierte als langjähriger Vorsitzender des Ausschusses für Arbeitstechnik an der Bundeswirtschaftskammer. Seine Vorlesungen waren gern besucht, er betrachtete die Studenten als „Kunden“ und band sie oft in die Forschung ein. Zu seinem rhetorischen Talent meinte er humorvoll, er gehöre „zu den Menschen, die sich gerne selbst reden hören“. Sein Institut für Fertigungstechnik ließ erstmals in Österreich den Lehrbetrieb nach ISO 9001 zertifizieren, was das fruchtbare Arbeitsklima belegt.
Helmar Weseslindtner war seit 1969 mit seiner Frau Karin verheiratet und hatte zwei Kinder (* 1976 und 1981). Er wurde am Dornbacher Friedhof in Wien bestattet.